# イザベル・パック
イザベル・パック（Isabelle Paque、1964年5月5日 - ）はフランスのムラン出身の柔道選手。階級は66kg級～72kg超級。身長174cm。得意技は送足払。段位は7段。

## 人物
最初は72kg級の選手として活躍していたが、1985年に階級を72kg超級に上げると、オーストリア国際とドイツ国際で優勝を飾った。1986年にはヨーロッパ選手権で3位になると、世界選手権では準決勝で中国の高鳳蓮に袈裟固で敗れるも3位になった。世界学生では優勝を果たした。1987年のヨーロッパ選手権で優勝すると、世界選手権無差別では、準決勝でベルギーのイングリッド・ベルグマンスに腕挫十字固で敗れるも前回に続いて3位になった。1988年にはヨーロッパ選手権で2位になると、その後は階級を66kg級に下げてオーストリア国際で優勝を飾った。

## 主な戦績
72kg級での戦績
- 1983年 - イギリス国際　3位
- 1984年 - ドイツ国際　2位
- 1984年 - オーストリア国際　2位

72kg超級での戦績
- 1985年 - ドイツ国際　3位
- 1985年 - オーストリア国際　優勝
- 1985年 - イギリス国際　優勝
- 1986年 - ヨーロッパ選手権　3位
- 1986年 - 世界選手権　3位
- 1986年 - 世界学生　優勝
- 1987年 - ヨーロッパ選手権　優勝
- 1987年 - 世界選手権　無差別　3位
- 1988年 - ヨーロッパ選手権　2位

66kg級での戦績
- 1988年 - オーストリア国際　優勝
- 1989年 - ドイツ国際　3位
- 1989年 - ソ連女子国際　3位
- 1990年 - オーストリア国際　2位